# Carlos Juan Zavala Rodríguez
Carlos Juan Zavala Rodríguez (San Luis, 27 de diciembre de 1906 - San Luis, 29 de junio de 1988) fue un abogado, jurista comercialista y ministro de la Corte Suprema de Justicia de Argentina.

## Actuación profesional
Estudió  en la Facultad de Derecho de la Universidad de Buenos Aires, donde se recibió de abogado en 1929. Fue designado representante judicial de la provincia de San Luis en Buenos Aires y  se especializó en derecho comercial. Entre 1949 y 1953 trabajó como abogado de la Corporación de Transportes de la Ciudad de Buenos Aires, que era un ente mixto constituido —según Ley Nacional N.º 12311 sancionada en 1936— entre el Estado Argentino y empresas de transporte de pasajeros de la Ciudad Autónoma de Buenos Aires, salvo los ferrocarriles. 

## Actividad docente y científica
En 1933 comenzó su actividad docente en la Facultad de Derecho de Buenos Aires como  subencargado en un curso de derecho penal, luego se desempeñó en el Instituto de Enseñanza Práctica y, entre |946 y 1951 en la materia Derecho Industrial. En 1955 actuó como profesor adjunto primero, luego titular y, finalmente, emérito, de Derecho Comercial en la Facultad de Derecho de Buenos Aires y más tarde en la Universidad Católica Argentina.
En 1946 publicó un notable y original estudio titulado Publicidad comercial. Su régimen legal. En 1959 inició la edición del Código de Comercio y leyes complementarias, comentados y concordados, que en 1980 llegó al volumen VII. El tomo restante de la obra lo concluyó su hijo, del mismo nombre. También escribió sobre temas entonces poco explorados hasta el momento , como Régimen legal de los dibujos y modelos industriales  (1962) y Derecho de la empresa  (1971).
Fue miembro de la Academia Nacional de Derecho y Ciencias Sociales de Buenos Aires. Recibió el Premio Kónex de Platino en Humanidades en 1986 en Derecho Comercial, de la Navegación y Laboral. Fue premiado con la Medalla de Oro de La Sorbona de París.

## Actuación judicial
Ingresó en la administración de justicia inmediatamente después del derrocamiento de Perón al ser nombrado por el Gobierno de facto en noviembre de 1955 como juez de la Cámara Nacional de Apelaciones en lo Comercial. Se encontraba en ese cargo cuando el presidente Arturo Umberto Illia lo designó como miembro de la Corte Suprema de Justicia para reemplazar a José Federico Bidau por Decreto N.º 9218 del 16 de noviembre de 1964 y juró el día 26 del mismo mes.
Su actuación en el Tribunal superior mostró personalidad firme, con muchos votos con sus propios fundamentos en forma individual, sea integrando la mayoría o en disidencia. Algunas de sus discrepancias era sobre cuestiones de fondo pero mucho más en temas meramente procesales, como podían serlo los debates sobre la procedencia del recurso extraordinario.
Compartió La Corte Suprema en distintos momentos con Esteban Imaz, Luis María Boffi Boggero, Aristóbulo Donato Aráoz de Lamadrid, Pedro Aberastury, Ricardo Colombres y Amílcar Ángel Mercader.
Al producirse el golpe de Estado del 28 de junio de 1966 fue cesado junto a los demás integrantes de la Corte por el decreto N.º 3 del 28 de junio de 1966. El 30 de junio todos los jueces, menos Boffi Boggero y Mercader publicaron una declaración en La Prensa y La Nación del 30 de junio de 1966 y Zavala Rodríguez también dio a conocer una manifestación personal, donde criticó el empleo de la fuerza y ratificó los principios constitucionales.
Falleció en su ciudad natal San Luis, Argentina, ya retirado de la actividad, el 29 de junio de 1988. Estaba casado con Juana Irene Luco.